# Dioscorea cachipuertensis
Dioscorea cachipuertensis är en enhjärtbladig växtart som beskrevs av Franklin Ayala. Dioscorea cachipuertensis ingår i släktet Dioscorea och familjen Dioscoreaceae. Inga underarter finns listade i Catalogue of Life.